# Boucles de l'Aulne 2019
La Boucles de l'Aulne 2019, ottantesima edizione della corsa e valevole come evento dell'UCI Europe Tour 2019 categoria 1.1, si svolse il 2 giugno 2019 su un percorso di 177,6 km, con partenza e arrivo a Châteaulin, in Francia. La vittoria fu appannaggio del francese Alexis Gougeard, il quale completò il percorso in 4h14'00", alla media di 41,953 km/h, precedendo i connazionali Quentin Jauregui e Julien El Fares. 
Sul traguardo di Châteaulin 71 ciclisti, su 109 partenti, portarono a termine la competizione.

## Squadre e corridori partecipanti
| N.    | Cod. | Squadra                    |
| ----- | ---- | -------------------------- |
| 1-7   | AUB  | St Michel-Auber 93         |
| 11-17 | ALM  | AG2R La Mondiale           |
| 21-27 | GFC  | Groupama-FDJ               |
| 31-37 | TDE  | Total Direct Énergie       |
| 41-47 | COF  | Cofidis, Solutions Crédits |
| 51-57 | VCB  | Vital Concept-B&B Hotels   |
| 61-67 | PCB  | Team Arkéa-Samsic          |
| 71-77 | DMP  | Delko Marseille Provence   |

| N.      | Cod. | Squadra                         |
| ------- | ---- | ------------------------------- |
| 81-87   | WGG  | Wanty-Gobert Cycling Team       |
| 91-97   | WVA  | Wallonie Bruxelles              |
| 101-107 | EUS  | Euskadi Basque Country-Murias   |
| 111-117 | CJR  | Caja Rural-Seguros RGA          |
| 121-127 | BBH  | Burgos-BH                       |
| 131-136 | NRL  | Natura4Ever-Roubaix-Lille Métr. |
| 141-147 | AMO  | Amore & Vita-Prodir             |
| 151-156 | EVO  | EvoPro Racing                   |

## Ordine d'arrivo (Top 10)
| Pos. | Corridore         | Squadra       | Tempo    |
| ---- | ----------------- | ------------- | -------- |
| 1    | Alexis Gougeard   | AG2R          | 4h14'00" |
| 2    | Quentin Jauregui  | AG2R          | a 1'09"  |
| 3    | Julien El Fares   | Delko Mar.    | s.t.     |
| 4    | A. Paret-Peintre  | AG2R          | s.t.     |
| 5    | Xandro Meurisse   | Wanty         | s.t.     |
| 6    | Kevin Geniets     | Groupama      | s.t.     |
| 7    | Anthony Delaplace | Arkéa         | s.t.     |
| 8    | Dimitri Peyskens  | Wallonie      | a 1'14"  |
| 9    | Lorrenzo Manzin   | Vital Concept | a 2'12"  |
| 10   | Thibault Ferasse  | Natura4Ever   | a 2'14"  |